# Svangaskarð
Svangaskarð, también conocido como Tofta Leikvøllur es un estadio de fútbol ubicado en Toftir, Islas Feroe. El estadio tiene capacidad para 6000 espectadores. Fue la localía de la selección de Islas Feroe de 1991 hasta el año 2000, cuando fue construido el estadio de Tórsvøllur, situado en la capital, Tórshavn. 
El récord de asistencia de un encuentro futbolístico en Islas Feroe fue en este estadio, en el año 1998,  cuando la selección de Islas Feroe ganó 2-1 ante Malta. La asistencia fue de 6642 espectacores. El estadio fue inaugurado  en 1980, mientras que el césped fue plantado en 1991.